# Dobrovščak
Dobrovščak je naselje v Občini Ormož.